# Governatorato della Livonia
Il governatorato della Livonia, (in russo Лифляндская губерния? Liflyandskaya guberniya) era uno dei governatorati baltici dell'Impero russo, che occupava il territorio della Livonia. Istituita nel 1796, dopo la ridenominazione del governatorato di Riga, con capoluogo Riga, esistette fino al 1917 quando la parte settentrionale del Governatorato di Livonia fu unita al governatorato dell'Estonia per formare il nuovo governatorato autonomo dell'Estonia.

## Linguaggio
- da un censimento Imperiale del 1897.

| Linguaggio                                                  | Numero    | percentuale (%) | maschi  | femmine |
| ----------------------------------------------------------- | --------- | --------------- | ------- | ------- |
| Lettone                                                     | 563,929   | 43.4            | 271,215 | 292,714 |
| Estone                                                      | 518,594   | 39.91           | 247,348 | 271,246 |
| Germanico                                                   | 98 573    | 7.58            | 44 770  | 53 803  |
| Russo                                                       | 68 124    | 5.24            | 38 844  | 29 280  |
| Yiddish                                                     | 23 728    | 1.82            | 12 189  | 11 539  |
| Polacco                                                     | 15 132    | 1.16            | 8 321   | 6 811   |
| Lituano                                                     | 6 594     | 0.5             | 4 131   | 2 463   |
| Persone che dal proprio nome si capiva il linguaggio nativo | 154       | >0.1            | 71      | 83      |
| Altri                                                       | 4 537     | 0.34            | 3 109   | 1 428   |
| Totale                                                      | 1,299,365 | 100             | 629,992 | 669,373 |